# Arachis microsperma
Arachis microsperma es una especie de planta floral del género Arachis, categorizada en la tribu Dalbergieae, de la subfamilia Faboideae.

## Distribución
Especie nativa de América del Sur: Brasil y Paraguay. Crece en el bioma tropical.

## Taxonomía
Fue descrita por Krapov., W.C.Greg. & Valls.
Tratamiento taxonómico
La especie aparece registrada y publicada en Bonplandia (Corrientes) 8: 132 (1994).